# کریس برنان
کریس برنان (انگلیسی: Chris Brennan؛ زادهٔ ۱۲ اکتبر ۱۹۷۱) ورزشکار هنرهای رزمی ترکیبی اهل ایالات متحده آمریکا است.